# Dinastia Sung
A dinastia Song ou Sung (chinês: 宋朝; pinyin: Sòng cháo), que governou a China de 960 a 1279, deveu a sua existência a um jovem oficial que pensou ter tido uma visão. Essa visão significava, declarou, que um novo imperador iria tirar a China das mãos do jovem imperador Kung-ti, da dinastia Chou. Os oficiais seus colegas pensaram que aquilo queria dizer que o seu general, Zhao Kuangyin, seria o novo imperador. Acordaram-no e proclamaram-no como novo governante, Sung Tai Tsu. A dinastia Song foi fundada pela família Zhao.
A dinastia Song pode ser dividida em dois períodos distintos: o Song do Norte (chinês: 北宋, 960–1127), que se refere ao período em que a capital do Império chinês estava na cidade setentrional de Kaifeng; e o Song do Sul (chinês: 南宋, 1127–1279), que começou quando o Império perdeu controle de Kaifeng e do Norte da China para a Dinastia Jin. Durante este período final, a dinastia transferiu a sua capital para Hangzhou, a sul do rio Yangtze.
Tai Tsu e os seus sucessores esforçaram-se por reorganizar a China após mais de cinquenta anos de guerra civil, mas a tarefa era superior às forças de que dispunham. Em 1068, Wang An-Shih, primeiro-ministro no tempo do imperador Sung Shen Tsung, impôs a reforma do governo, simplificou o sistema de impostos e diminuiu o exército, transformando-o numa força de dimensões mais razoáveis. No entanto, estas reformas não viriam a ser devidamente executadas, o que abriu caminho para que os Mongóis, comandados por Genghis Khan e depois por Kublai Khan, acabassem por ocupar o país, em 1279. Antes disso, os mongóis já tinham conquistado o Norte da China, acabando com a dinastia Jin em 1234.

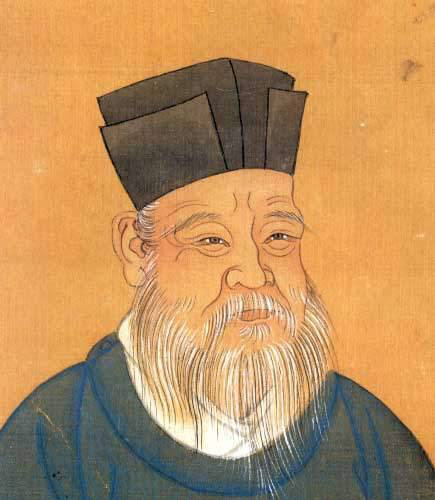
Filósofo Zhu Xi, dinastia Song.

Sobre os Sung, os chineses criaram o dinheiro de papel e passaram a produzir novas armas, como as que utilizavam pólvora para lançar flechas. Comerciantes persas e árabes levaram a bússola para a Europa, onde esse invento chinês desempenharia importante papel nas Grandes Navegações dos séculos XV e XVI.
As artes da China, durante o período Song, refletem a moral do país. Os poetas e pintores olhavam para o passado, tentando imitar ou recordando glórias e realizações passadas. Foi na Dinastia Sung que foi elaborado o Wujing Zongyao, um manual contendo as técnicas e equipamentos militares mais modernos da época.
Foi por volta desta época que surgiram os contadores de histórias profissionais na China, vagueando de um lado para o outro como os trovadores da Europa Ocidental, entretendo os que conseguiam convencer a escutá-los a troco de algumas moedas. Com o tempo, estes homens seriam os predecessores dos romancistas chineses. Nessa época a tecnologia náutica alcançou grande desenvolvimento.

## Ciência e tecnologia
A dinastia Song (chinês: 宋朝, pinyin: Sòng cháo; 960–1279) forneceu alguns dos avanços tecnológicos mais significativos da história chinesa, muitos dos quais vieram de estadistas talentosos recrutados pelo governo por meio de exames imperiais. A capacidade de invenção da engenharia mecânica avançada tinha uma longa tradição na China. O engenheiro Song, Su Song, admitiu que ele e seus contemporâneos estavam construindo sobre as realizações dos antigos, como Zhang Heng (78-139).

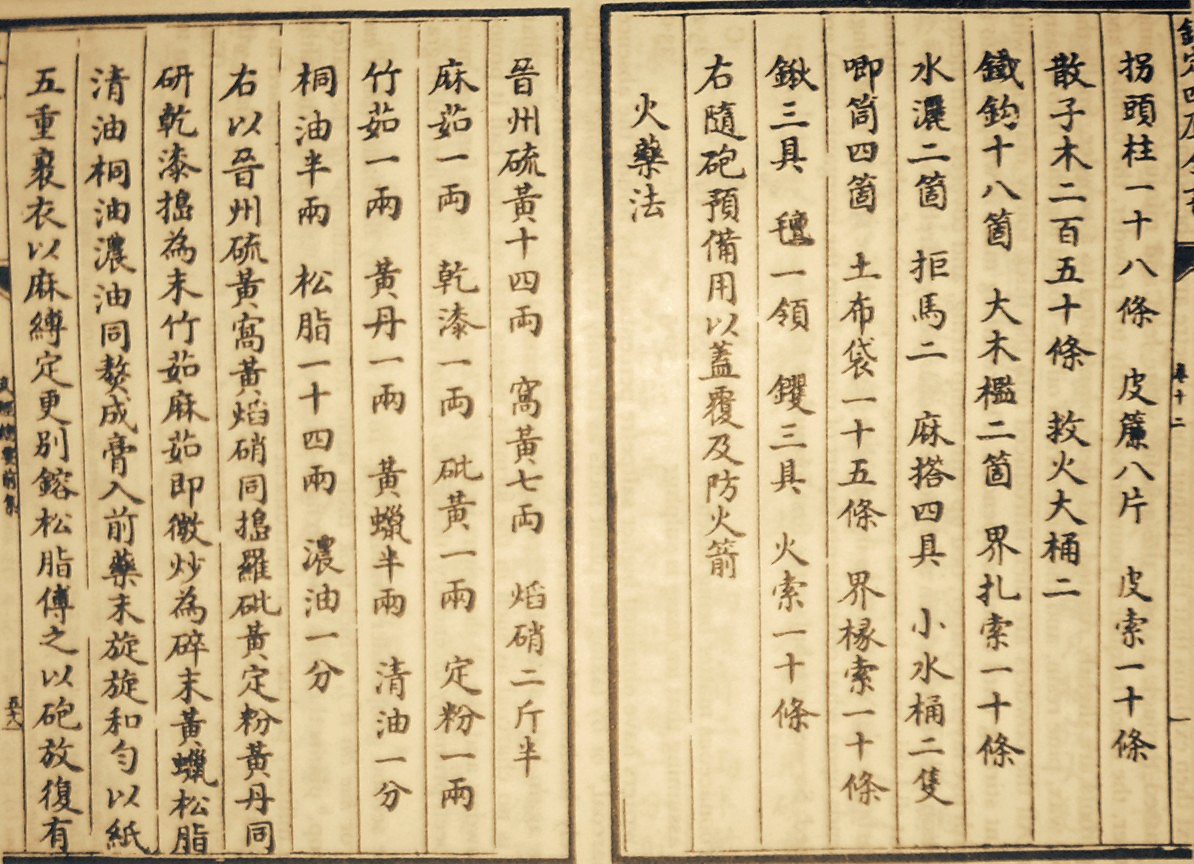
A mais antiga fórmula escrita conhecida para a pólvora, listada no Wujing Zongyao de 1044.

A aplicação da prensa de tipo móvel avançou o uso já difundido da impressão em xilogravura para educar e divertir os estudantes e as massas confucionistas. A aplicação de novas armas, empregando o uso de pólvora, permitiu a dinastia Song afastar seus inimigos militantes — Liao, Xia Ocidental e Jin com armas como os canhões — até seu colapso às forças mongóis de Kublai Khan no final do século XIII.
Avanços na tecnologia de armamentos aprimorados pela pólvora, incluindo a evolução do antigo lança-chamas, granada explosiva, arma de fogo, canhão e mina, permitiram aos chineses Songues a afastar seus inimigos militantes até o último colapso da dinastia Song no final do século XIII.  O manuscrito Wujing Zongyao de 1044 foi o primeiro livro da história a fornecer fórmulas para pólvora e seu uso específico em diferentes tipos de bombas. No século XIV, a arma de fogo e o canhão também podiam ser encontrados na Europa, na Índia e no Oriente Médio islâmico, durante o início da era da guerra da pólvora.
Já na dinastia Han, quando o Estado precisava medir com precisão as distâncias percorridas pelo império, os chineses contavam com um odômetro mecânico. No período Song, o veículo hodômetro também foi combinado com outro antigo dispositivo mecânico complexo conhecido como a carruagem apontando para o sul. O conceito da engrenagem diferencial que foi usada neste veículo de navegação é agora encontrado em automóveis modernos, a fim de aplicar uma quantidade igual de torque às rodas de um carro, mesmo quando estão girando em velocidades diferentes.
Figuras polímatas como os estadistas Shen Kuo (1031-1095) e Su Song (1020-1101) incorporaram avanços em todos os campos de estudo, incluindo biologia, botânica, zoologia, geologia, mineralogia, mecânica, horologia, astronomia, medicina farmacêutica, arqueologia, matemática, cartografia, ótica, crítica de arte e muito mais. Shen Kuo foi o primeiro a discernir a declinação magnética do norte verdadeiro enquanto experimentava uma bússola.

Uma pintura de Dong Yuan, que Shen elogiou por sua capacidade de retratar paisagens e paisagens naturais em um estilo grande, mas realista.

Shen teorizou que os climas geográficos mudaram gradualmente com o tempo. Ele criou uma teoria da formação de terras envolvendo conceitos aceitos na geomorfologia moderna. Ele realizou experimentos ópticos com câmera obscura apenas uma década depois de Ibn al-Haytham ser o primeiro a fazê-lo. Ele também melhorou os desenhos de instrumentos astronômicos, como o tubo de avistamento astronômico ampliado, que permitiu a Shen Kuo fixar a posição da Estrela Polar (que havia mudado ao longo de séculos). Shen Kuo também era conhecido por mecanismos de relógio hidráulicos, pois inventou uma nova clepsidra de tanque de transbordo que tinha uma interpolação de ordem mais eficiente em vez de interpolação linear na calibração da medida do tempo. Em seu livro, ele publicou no atlas celestial de cinco gráficos de estrelas. Esses gráficos estelares apresentam uma projeção cilíndrica semelhante à projeção de Mercator, sendo esta última uma inovação cartográfica da Gerardus Mercator em 1569. A dinastia Song observou supernovas. Além disso, a Carta Astronômica de Soochow sobre os planisférios chineses foi preparada em 1193 para instruir o príncipe herdeiro sobre descobertas astronômicas. Os planisférios foram gravados em pedra várias décadas depois.
Houve muitas melhorias notáveis na matemática chinesa durante a era Song. O livro de 1261 do matemático Yang Hui forneceu a primeira ilustração chinesa do triângulo de Pascal, embora ela já tenha sido descrita por Jia Xian por volta de 1100.  O contemporâneo de Yang, Qin Jiushao (c. 1202–1261) foi o primeiro a introduzir o símbolo zero na matemática chinesa; antes que esses espaços em branco fossem usados em vez de zeros no sistema de contagem de varetas. Ele também é conhecido por trabalhar com o teorema chinês do resto, a fórmula de Herão e os dados astronômicos usados na determinação do solstício de inverno. O principal trabalho de Qin foi o Tratado Matemático em Nove Seções (chinês tradicional: 數書九章, chinês simplificado: 数书九章, pinyin: Shùshū Jiǔzhāng, Wade–Giles: Shushu Chiuchang), publicado em 1247.
A geometria foi essencial para o levantamento fundiário e cartografia. Os primeiros mapas chineses existentes datam do século IV a.C. , no entanto, não foi até à época de Pei Xiu (224-271) que a elevação topográfica, um sistema formal de grade retangular e o uso de uma escala graduada padrão de distâncias foram aplicados aos mapas de terreno. Seguindo uma longa tradição de cartógrafos, Shen Kuo criou um mapa de alto relevo, enquanto seus outros mapas apresentavam uma escala graduada uniforme de 1:900 000. Um mapa de 1 137 de 91 cm — esculpido em um bloco de pedra — seguia uma grade uniforme de 100 li para cada quadrículo da grelha e mapeia com precisão o contorno das costas e dos sistemas fluviais da China, estendendo-se até à Índia. Embora os dicionários geográficos existissem desde 52 EC durante a dinastia Han e os gazetteeres acompanhados por mapas ilustrativos (chinês: tujing) desde a dinastia Sui, o gazetteer tornou-se muito mais comum na dinastia Song, quando a principal preocupação ilustrativa era dicionários geográficos para fins políticos, administrativos e militares.
A inovação náutica mais importante do período Song parece ter sido a introdução da bússola magnética marítima, que permitia uma navegação precisa em mar aberto, independentemente do tempo. A agulha da bússola magnetizada — conhecida em chinês como "agulha apontando para o sul" — foi primeiramente descrita por Shen Kuo em seus ensaios (chinês tradicional: 夢溪筆談／梦溪笔谈 Torrente de Sonho) de 1088 e mencionada pela primeira vez em uso ativo pelos marinheiros em (chinês tradicional: 萍洲可談, pinyin: 'Pingzhou Ketan', Conversas de mesa em Pingzhou) de Zhu Yu, em 1119.
Houve outros avanços consideráveis em engenharia hidráulica e na tecnologia náutica durante a dinastia Song. A invenção do século X do bloqueio de nível para sistemas de canais permitiu que diferentes níveis de água fossem elevados e abaixados para segmentos separados de um canal, o que ajudou significativamente a segurança do tráfego de canais e permitiu barcaças maiores.  A dinastia Song organizou os dentes salientes das âncoras em um padrão circular em vez de em uma direção. Especialistas afirmam que esse arranjo os tornou mais confiáveis para ancorar navios.
A arquitetura durante o período Song alcançou novos patamares de sofisticação. Autores como Yu Hao e Shen Kuo escreveram livros delineando o campo de layouts arquitetônicos, artesanato e engenharia estrutural nos séculos X e XI, respectivamente. Shen Kuo preservou os diálogos escritos de Yu Hao quando descreveu questões técnicas, como escoras inclinadas construídas em torres de pagode para suporte de vento diagonal.  Muitas das torres de pagode construídas durante o período Song foram erguidas em alturas que excederam dez andares. Algumas das mais famosas são as pagode de Ferro. construída em 1049 durante o período Song do Norte e a pagode de Liuhe construída em 1165 durante o período Song do Sul, embora houvesse muitas outras. O governo também supervisionou a construção de seus próprios escritórios administrativos, palácios, fortificações da cidade, templos ancestrais e templos budistas.

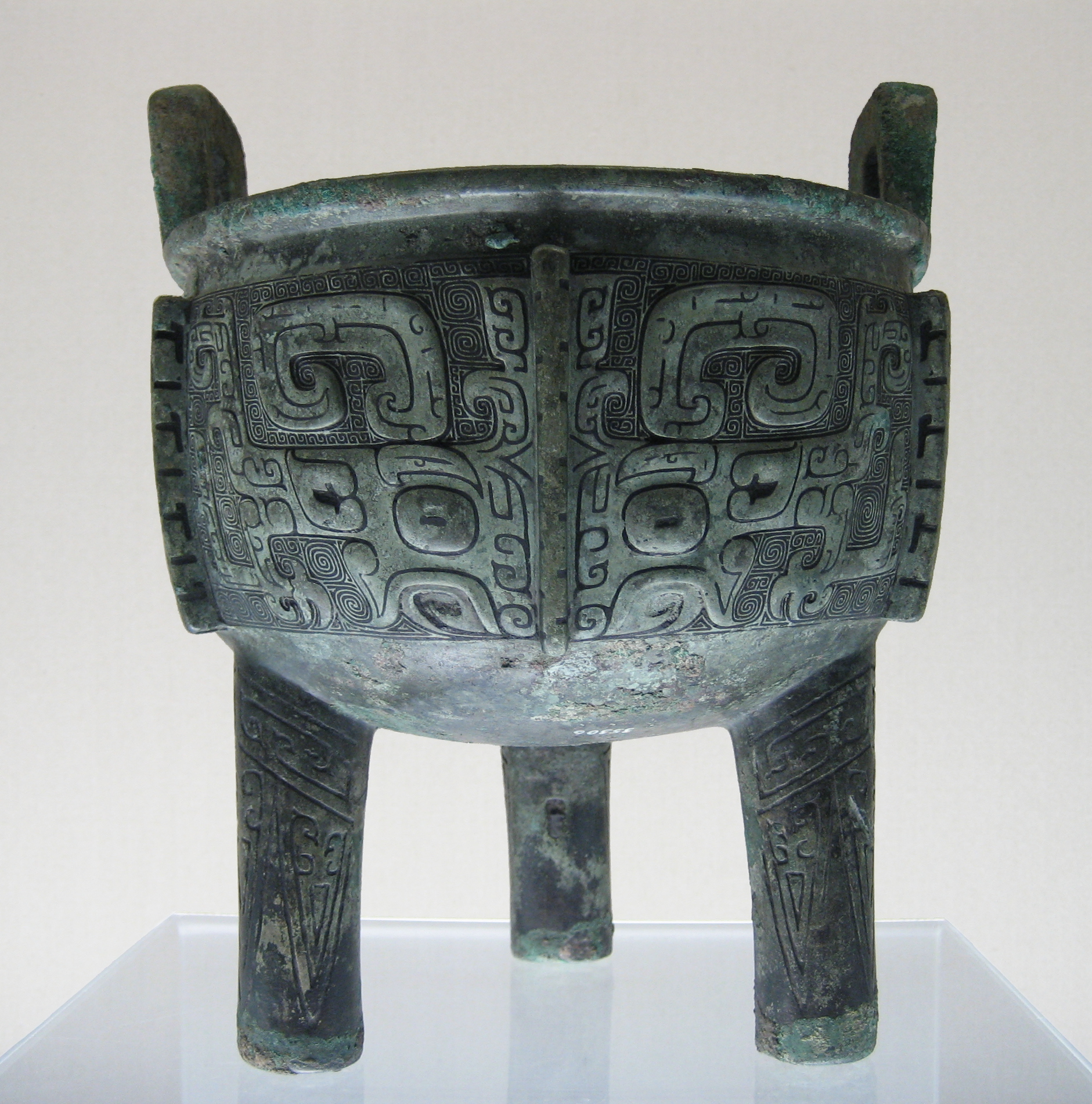
Vaso ding (鼎) do final da Dinastia Shang.

Artistas da dinastia Song como Li Cheng, Fan Kuan, Xi Guo, Zhang Zeduan, o Imperador Huizong e Ma Lin pintaram retratos em "close up" de edifícios, bem como grandes extensões de paisagens urbanas com pontes arqueadas, salões e pavilhões, torres de pagode, e distintas muralhas chinesas da cidade. O cientista e estadista Shen Kuo era conhecido por suas críticas à arte relacionada à arquitetura, dizendo que era mais importante para um artista capturar uma visão holística de uma paisagem do que se concentrar nos ângulos e cantos dos edifícios.
Além das atividades antiquárias da pequena nobreza de busca colecionar arte, os eruditos-acadêmicos durante o período Song ficaram muito interessados em recuperar relíquias antigas de sítios arqueológicos, a fim de reviver o uso de vasos antigos em cerimônias de rituais de estado. Autoridades acadêmicas do período Song afirmaram ter descoberto antigos vasos de bronze que foram criados durante a dinastia Shang (1600–1046 a.C.), que traziam os caracteres escritos da era Shang.  Alguns tentaram recriar esses vasos de bronze usando apenas a imaginação, não observando evidências tangíveis de relíquias; esta prática foi criticada por Shen Kuo em seu trabalho de 1088. Apesar do interesse primordial da aristocracia em arqueologia simplesmente por reviver antigos rituais de estado, alguns dos pares de Shen adotaram uma abordagem semelhante ao estudo da arqueologia. Seu contemporâneo Ouyang Xiu (1007-1072) compilou um catálogo analítico de antigos fragmentos de pedra e bronze, os quais foram pioneiros em ideias sobre epigrafia e arqueologia.  Durante o século XI, eruditos Song descobriram o antigo santuário de Wu Liang (78–151 d.C.), um estudioso da dinastia Han (202 a.C.-220 d.C.); eles produziam entalhes das esculturas e baixos-relevos decorando as paredes de sua tumba para que pudessem ser analisados em outro lugar.